# Sanna Grønlid
Pour les articles homonymes, voir Grønlid.
Sanna Grønlid, née le 2 mai 1959, est une biathlète norvégienne détentrice de deux titres de Championne du monde, du sprint en 1985 et de l'individuel en 1987. Elle remporte également en 1985 le classement général de la Coupe d'Europe, ancêtre de la Coupe du monde féminine organisée de 1982 à 1987, terminant également deuxième de ce classement en 1984 et 1986 et troisième en 1987. 

## Palmarès

### Championnats du monde
| Épreuve / Édition                                        | individuel                | Sprint                   | Relais                    |
| -------------------------------------------------------- | ------------------------- | ------------------------ | ------------------------- |
| Championnats du monde de biathlon 1984 Chamonix France   | 7e                        | Médaille d'argent, monde | Médaille d'argent, monde  |
| Championnats du monde de biathlon 1985 Einsiedeln Suisse | Médaille d'argent, monde  | Médaille d'or, monde     | Médaille d'argent, monde  |
| Championnats du monde de biathlon 1986 Falun Suède       | Médaille de bronze, monde | 12e                      | Médaille de bronze, monde |
| Championnats du monde de biathlon 1987 Lahti Finlande    | Médaille d'or, monde      | 14e                      | Médaille de bronze, monde |

### Coupe d'Europe
- Vainqueur du classement général 1985.
- 2e du classement général en 1984 et 1986.
- 3e du classement général en 1987.

### Podiums en carrière
- 9 podiums individuels, dont 4 victoires.